# San José Soto
San José Soto är en ort i Mexiko.   Den ligger i kommunen Senguio och delstaten Michoacán de Ocampo, i den södra delen av landet, 130 km väster om huvudstaden Mexico City. San José Soto ligger 2 266 meter över havet och antalet invånare är 846.
Terrängen runt San José Soto är huvudsakligen kuperad, men åt nordväst är den platt. Runt San José Soto är det ganska tätbefolkat, med 192 invånare per kvadratkilometer. Närmaste större samhälle är Maravatío, 16,7 km nordväst om San José Soto. I omgivningarna runt San José Soto växer huvudsakligen savannskog.